# Панамериканские игры 1963
4-е Панамериканские игры 1963 года — мультиспортивное соревнование, проводившееся 20 апреля — 5 мая 1963 года в городе Сан-Паулу.

## Виды спорта
| - Водные виды спорта - Прыжки в воду - Плавание - Синхронное плавание - Лёгкая атлетика - Баскетбол - Бокс - Велоспорт - Конный спорт - Фехтование - Футбол - Спортивная гимнастика - Дзюдо - Современное пятиборье - Академическая гребля - Парусный спорт - Стрельба - Теннис - Волейбол - Водное поло - Тяжёлая атлетика - Борьба |

## Медальный зачёт
| Место | Страна    | Золото | Серебро | Бронза | Всего |
| ----- | --------- | ------ | ------- | ------ | ----- |
| 1     | США       | 106    | 56      | 37     | 199   |
| 2     | Бразилия  | 14     | 20      | 18     | 52    |
| 3     | Канада    | 11     | 27      | 26     | 64    |
| 4     | Аргентина | 8      | 15      | 16     | 39    |
| 5     | Куба      | 4      | 6       | 4      | 14    |